# Aleja Północna w Erywaniu
Aleja Północna w Erywaniu (orm. Հյուսիսային պողոտա, Hyusisayin poghota) – piesza promenada w centralnej części Erywania w dzielnicy Kentron. Otwarta w 2007 roku, łączy ze sobą Plac Wolności (nazywany też Placem Opery) z ulicą Abowiana wpadając w nią blisko Placu Republiki. Ma 450 metrów długości oraz 27 metrów szerokości.
Nowa aleja jest głównie miejscem drogich budynków mieszkalnych, sklepów luksusowych marek oraz usług gastronomicznych.
Ulica była planowana przez głównego architekta Erywania Aleksandra Tamaniana w 1924, jednakże nigdy nie została zrealizowana w czasach sowieckich.
28 marca 2019 roku w ciągu alei uroczyście otwarto Plac Europejski. Okazją było 70-lecie założenia Rady Europy.